# 花の東京応援団!
花の東京応援団!（はなのとうきょうおうえんだん）はTBSラジオのラジオ番組。1992年10月5日から1993年10月1日まで放送。

## 概要
月曜日 - 木曜日はTBS社員（当時）でディレクターの関谷浩至がパーソナリティ、藤岡久美子がアシスタントを務めた『関谷浩至と花の東京応援団!』。
金曜日は劇団ワハハ本舗 座長の佐藤正宏がパーソナリティ、元・マラソン ランナーで現在はスポーツ解説者の増田明美がアシスタントを務めた『佐藤正宏と花の東京応援団!』を放送。増田明美はワイド番組のレギュラー初出演。
放送作家の熊田まことがお料理何だろう君に扮する料理コーナー「お料理何だろう君」「なるほど人物列伝」などのコーナーがあった。

## 放送時間
- 毎週月曜 - 金曜 13:00 - 16:00

## 主なコーナー
- ホメホメ テレフォン
- 歌謡ビッグ プレゼント
- 街角なんでもベスト3
- なるほど人物列伝
- ヒゲタ醤油 まんぷく探偵団
- 3時に電話で逢いましょう
- ミュージックプラザ
- ミュージックキャラバン
- 昼メロほっと歌謡曲
- 集まれ テレフォン応援団
- GO! GO! マイクマン
- 花の招待席
- 花のミスタープロ野球

## コーナー番組
- 小学生チャレンジ放送局
- 太田裕美のチャレンジ親子